# Deutsche Leichtathletik-Meisterschaften 1934
Die 36. Deutschen Leichtathletik-Meisterschaften wurden vom 27. bis 29. Juli 1934 in Nürnberg ausgetragen. Sie fanden nun wieder in einem gemeinsamen Programm mit Frauen und Männern statt.

## Sport in Deutschland im Zeichen des Nationalsozialismus
Etwas mehr als ein Jahr nach Regierungsübernahme der Nationalsozialisten gab es im deutschen Sport bereits erhebliche Veränderungen. Wie bei manch anderen totalitären Staaten wurden viele Sportarten in besonderer Weise gefördert, um dadurch die eigene Stärke nach innen und außen zu demonstrieren, was sich in Form von deutlichen Leistungssteigerungen auch auszahlte, gerade in der Leichtathletik. So gewannen deutsche Athleten bei den ersten Leichtathletik-Europameisterschaften in Turin acht Goldmedaillen. Allerdings wirkte die rassistisch geprägte Weltanschauung der NSDAP bis tief in den Sport hinein mit der Folge, dass jüdische Sportlerinnen und Sportler kaum mehr an allgemeinen Veranstaltungen und Meisterschaften teilnehmen durften. So gab es bereits 1933 den sog. Arier-Erlass mit entsprechenden Reglementierungen.

## Wettbewerbsprogramm
Nach neun Jahren mit getrennten Meisterschaften für Frauen und Männer gab es wieder eine gemeinsame Veranstaltung, was so bis heute beibehalten wurde.
Im Wettkampfprogramm gab es eine Änderung: Der erst im Vorjahr nach längerer Pause im Männerangebot wieder aufgenommene 3000-Meter-Hindernislauf wurde abermals gestrichen, allerdings nur für ein Jahr. Bei den Frauen wurde der Schlagballwurf endgültig ausgemustert, dafür einmalig der Schleuderballwurf eingeführt.

## Ausgelagerte Disziplinen
Drei Wettbewerbe waren ausgelagert und fanden nicht in Nürnberg statt:
- Waldlauf – Dresden, 15. April
- 20-km-Gehen – Frankfurt am Main, 12. August
- 50 km Gehen – München, 7. Oktober

## Sportliche Leistungen
Erfolgreichste Athletin der Meisterschaften war Gisela Mauermayer mit vier Meistertiteln. Bei den Männern war Max Syring mit drei Titeln der erfolgreichste Teilnehmer. Bemerkenswert war, dass alle drei Staffelwettbewerbe der Männer vom jeweils titelverteidigenden Verein gewonnen wurden.

## Rekorde
Gustav Wegner (VfL Halle 1896) stellte im Stabhochsprung mit 4,11 m einen neuen deutschen Rekord (DR) auf.

## Ergebnisübersichten
Die folgenden beiden Übersichten fassen die Medaillengewinner und -gewinnerinnen aller Wettbewerbe von 1934 zusammen.

### Medaillengewinner Männer
| Disziplin                                   | Gold                                                                        | Leistung             | Silber                                                                      | Leistung               | Bronze                                                          | Leistung             |
| ------------------------------------------- | --------------------------------------------------------------------------- | -------------------- | --------------------------------------------------------------------------- | ---------------------- | --------------------------------------------------------------- | -------------------- |
| 100 m                                       | Erich Borchmeyer (TuS Bochum 08)                                            | 10,5 s00             | Egon Schein (Hamburger SV)                                                  | 10,6 s00               | Gerd Hornberger (FK Pirmasens)                                  | 10,6 s00             |
| 200 m                                       | Egon Schein (Hamburger SV)                                                  | 21,9 s00             | Werner Pontow (TG Fulda)                                                    | 22,2 s00               | Gerd Hornberger (FK Pirmasens)                                  | 22,3 s00             |
| 400 m                                       | Adolf Metzner (Eintracht Frankfurt)                                         | 48,4 s00             | Helmut Hamann (SV Allianz Berlin)                                           | 49,4 s00               | Wilhelm Single (TSV Esslingen)                                  | 49,5 s00             |
| 800 m                                       | Otto Peltzer (Preußen Stettin)                                              | 1:54,0 min           | Wolfgang Dessecker (Stuttgarter Kickers)                                    | 1:55,1 min             | Hans König (Hamburger AC)                                       | 1:56,0 min           |
| 1500 m                                      | Fritz Schaumburg (Polizei SV Oberhausen)                                    | 4:00,1 min           | Alwin Paul (Stuttgarter Kickers)                                            | 4:01,2 min             | Edmund Stadler (Freiburger FC)                                  | 4:02,1 min           |
| 5000 m                                      | Max Syring (KTV Wittenberg)                                                 | 15:17,1 min          | Willi Göhrt (Berliner SC)                                                   | 15:19,4 min            | Franz Schüller (Allianz Köln)                                   | 15:25,1 min          |
| 10.000 m                                    | Max Syring (KTV Wittenberg)                                                 | 32:04,0 min          | Otto Bree (Berliner SC)                                                     | 32:24,5 min            | Otto Kohn (Polizei SV Berlin)                                   | 32:33,4 min          |
| Marathon                                    | Heinrich Brauch (Polizei SV Berlin)                                         | 2:36:12 h000         | Paul Gerhardt (Polizei SV Berlin)                                           | 2:36:50 h000           | Willi Zoller (TSV 1860 München)                                 | 2:37:39 h000         |
| Marathon, Mannschaftswertung                | Polizei SV BerlinHeinrich Brauch Paul Gerhardt Richard Boß                  | 8 P (Plätze 1/2/8)   | Olympia DresdenM. Müller Hans Müller Wisnewski                              | 23 P (Plätze 6/16/?)   | Post SV Stephan BreslauFranz Barsicke R. Barsicke Engel         | 26 P (Plätze 9/10/?) |
| 110 m Hürden                                | Willi Welscher (Eintracht Frankfurt)                                        | 15,0 s               | Erwin Wegner (TSV Schöneberg Berlin)                                        | 15,1 s                 | Raimund Dabbert (SCC Berlin)                                    | 15,1 s               |
| 400 m Hürden                                | Hans Scheele (PSV Altona)                                                   | 54,1 s               | Richard Kopp (SV Wiesbaden)                                                 | 55,6 s                 | Fritz Nottbrock (ASV Köln)                                      | 56,5 s               |
| 4 × 100 m Staffel                           | Preussen KrefeldFranz Heithoff Rudi Küsters Haffmann Fritz Hendrix          | 41,9 s00             | Eintracht FrankfurtAdolf Metzner Willi Welscher Max Mährlein Ernst Geerling | 42,2 s00               | SCC BerlinWalter Liersch Ziebarth Helmut Körnig Max Müller      | 42,3 s00             |
| 4 × 400 m Staffel                           | Hamburger SVKarl Plötz Hans-Georg Steigerthal Herbert Benecke Egon Schein   | 3:22,2 min           | DSC BerlinRusitzka Fothe Rösler Harry Voigt                                 | 3:22,9 min             | ASV KölnFritz Nottbrock Hans Nöller Matz Weber Eugen Dielefeld  | 3:23,5 min           |
| 4 × 1500 m Staffel                          | Stuttgarter KickersAlbert Koch Alfred Dompert Wolfgang Dessecker Alwin Paul | 16:44,4 min          | Hamburger ACMöller Rolfs Gebhardt Hans König                                | 16:49,0 min            | Polizei SV BerlinSchuffelhauer Borchert Georg Bukh Kurt Abraham | 16:59,5 min          |
| 20-km-Gehen                                 | William Schnitt (SCC Berlin)                                                | 1:41:43 h000         | Gottfried Bauer (VfB Stuttgart)                                             | 1:42:12 h000           | Karl Hähnel (Schwarz-Weiß Erfurt)                               | 1:43:07 h000         |
| 50 km Gehen                                 | Karl Hähnel (Schwarz-Weiß Erfurt)                                           | 4:46:15 h000         | Friedrich Prehn (Dresdner SC)                                               | 4:50:44 h000           | Karl Köppen (Reichsbahn-SV Berlin)                              | 4:52:40 h000         |
| 50 km Gehen, Mannschaftswertung             | Reichsbahn-SV BerlinKarl Köppen Schostak Paul Sievert                       | 15 P (Plätze 3/5/7)  | Schwarz-Weiß ErfurtKarl Hähnel Weise Ledermann                              | 22 P (Plätze 1/10/10)  | SC Bajuwaren MünchenFranz Reichel K. Reichel L. Reichel         | 34 P (Plätze 4/14/?) |
| Hochsprung                                  | Wilhelm Ladewig (DSC Berlin)                                                | 1,90 m000            | Hans Martens (Kieler TV)                                                    | 1,86 m                 | Gerhard Schmidt (ESV Reval)                                     | 1,86 m               |
| Stabhochsprung                              | Gustav Wegner (VfL Halle 1896)                                              | 4,11 m DR            | Julius Müller (TV Kuchen)                                                   | 3,90 m                 | Siegfried Schulz (Berliner SC)                                  | 3,80 m               |
| Weitsprung                                  | Luz Long (Leipziger SC)                                                     | 7,53 m000            | Wilhelm Leichum (MSV Wünsdorf)                                              | 7,43 m                 | Erich Biebach (Polizei SV Halle)                                | 7,42 m               |
| Dreisprung                                  | Anton Gottlieb (TG Landau)                                                  | 14,12 m000           | Wilhelm Sälzer (Sportfreunde Hamm/Sieg)                                     | 14,04 m                | Willi Drechsel (ATV Thalheim)                                   | 14,01 m              |
| Kugelstoßen                                 | Hans Woellke (Polizei SV Berlin)                                            | 15,24 m000           | Hans-Heinrich Sievert (Eimsbütteler TV)                                     | 14,99 m                | Erich Reymann (Berliner SC)                                     | 14,92 m              |
| Steinstoßen                                 | Erwin Blask (Polizei SV Königsberg)                                         | 10,87 m000           | Eugen Jägle (TV Lahr)                                                       | 10,59 m                | Heinz Debus (ASV Köln)                                          | 10,52 m              |
| Diskuswurf                                  | Hans-Heinrich Sievert (Eimsbütteler TV)                                     | 47,25 m000           | Hans-Günter Meyer (Hannover 96)                                             | 45,20 m                | Gerhard Hilbrecht (SC Osterode)                                 | 45,10 m              |
| Hammerwurf                                  | Johann Becker (DSC Saarbrücken)                                             | 46,44 m000           | Rudolf Seeger (SV Oßweil)                                                   | 44,68 m                | Josef Mang (SSV Jahn Regensburg)                                | 44,49 m              |
| Speerwurf                                   | Gottfried Weimann (SC Wacker Leipzig)                                       | 68,36 m000           | Gerhard Stöck (SCC Berlin)                                                  | 65,21 m                | Herbert Steingroß (Polizei SV Oppeln)                           | 62,29 m              |
| Schleuderballwurf                           | Karl Bicker (TC Hannover-Limmer)                                            | 64,05 m000           | Kurt Groß-Fengels (VfL 1860 Marburg)                                        | 63,45 m                | Erich Reymann (Berliner SC)                                     | 63,44 m              |
| Zehnkampf, 1934er W. 2. Zeile: 1985er Wert. | Hans-Heinrich Sievert (Eimsbütteler TV)                                     | 8498 P (6955 P)      | Wolrad Eberle (Berliner SC)                                                 | 7893 P (6425 P)        | Erwin Huber (MSV Wünsdorf)                                      | 7171 P (6292 P)      |
| Waldlauf – ca. 10.000 m                     | Max Syring (KTV Wittenberg)                                                 | 32:48,6 min          | Otto Kohn (Polizei SV Berlin)                                               | 32:54,2 min            | Max Gebhardt (Chemnitzer Polizeisportverein)                    | 33:02,0 min          |
| Waldlauf, Mannschaftswertung                | Hamburger ACHeinz Garff Rolf Holthuis Wilhelm Husen                         | 17 P (Plätze 4/6/14) | Berliner SCOtto Bree Heyn Willi Göhrt                                       | 32 P (Plätze 12/17/19) | KTV WittenbergMax Syring Walter Schönrock Paul Rakowiak         | 35 P (Plätze 1/8/?)  |

### Medaillengewinnerinnen Frauen
| Disziplin                                      | Gold                                                                              | Leistung       | Silber                                                            | Leistung       | Bronze                                                                       | Leistung    |
| ---------------------------------------------- | --------------------------------------------------------------------------------- | -------------- | ----------------------------------------------------------------- | -------------- | ---------------------------------------------------------------------------- | ----------- |
| 100 m                                          | Käthe Krauß (Dresdner SC)                                                         | 12,0 s         | Marie Dollinger (1. FC Nürnberg)                                  | 12,2 s         | Ilse Dörffeldt (SV Siemens Berlin)                                           | 12,2 s      |
| 200 m                                          | Käthe Krauß (Dresdner SC)                                                         | 24,6 s         | Marie Dollinger (1. FC Nürnberg)                                  | 25,0 s         | Ilse Dörffeldt (SV Siemens Berlin)                                           | 25,1 s      |
| 80 m Hürden                                    | Ruth Engelhard geb. Becker (SV Siemens Berlin)                                    | 11,8 s         | Gerda Pirch (SCC Berlin)                                          | 12,0 s         | Hilde Klusenwerth (SCC Berlin)                                               | 12,0 s      |
| 4 × 100 m Staffel                              | SV Siemens BerlinGeffert Ilse Dörffeldt Erna Steinberg Ruth Engelhard geb. Becker | 50,1 s         | Sportfreunde BremenBuhlmann Helene Schmidt Bierhenke Selma Grieme | 50,1 s         | Eintracht FrankfurtLeni Ewe Bernhardt Detta Lorenz geb. Lutz Tilly Fleischer | 50,2 s      |
| Hochsprung                                     | Selma Grieme (Sportfreunde Bremen)                                                | 1,58 m         | Elfriede Kaun (Kieler TV)                                         | 1,56 m         | Ilse Niederhoff (TV Velbert)                                                 | 1,53 m      |
| Weitsprung                                     | Hedwig Bauschulte (VfL Osnabrück)                                                 | 5,68 m         | Traute Göppner (LAVg. Danzig)                                     | 5,67 m         | Selma Grieme (Sportfreunde Bremen)                                           | 5,46 m      |
| Kugelstoßen                                    | Gisela Mauermayer (TV Nymphenburg München)                                        | 13,40 m        | Hermine Schröder geb. Wüst (TV 1883 Mundenheim)                   | 12,63 m        | Elfriede Kirchhof (Einigkeit Jöllenbeck)                                     | 12,43 m     |
| Diskuswurf                                     | Gisela Mauermayer (TV Nymphenburg München)                                        | 38,26 m        | Käthe Krauß (Dresdner SC)                                         | 37,64 m        | Paula Mollenhauer (SC Victoria Hamburg)                                      | 36,77 m     |
| Speerwurf                                      | Luise Krüger (Dresdner SC)                                                        | 43,48 m        | Lisa Gelius (TS Jahn München)                                     | 41,69 m        | Tilly Fleischer (Eintracht Frankfurt)                                        | 41,63 m     |
| Schleuderballwurf                              | Gisela Mauermayer (TV Nymphenburg München)                                        | 40,43 m        | Gerda Stoyke (TG Dortmund)                                        | 38,52 m        | Lydia Eberhardt (TV Eislingen)                                               | 37,34 m     |
| Fünfkampf, offiz. Wert. 2. Zeile: 1980er Wert. | Gisela Mauermayer (TV Nymphenburg München)                                        | 335 P (3103 P) | Tilly Fleischer (Eintracht Frankfurt)                             | 308 P (2931 P) | Grete Busch (Elberfelder TG)                                                 | 302 P (? P) |